# Neunkirch
Neunkirch (toponimo tedesco) è un comune svizzero di 2 086 abitanti del Canton Sciaffusa.

## Origini del nome
Il primo documento registrato riguardante Neunkirch risale all'850, nella forma Niuchilchun, che in alto tedesco antico significa "nuova chiesa". Il suo nome è mutato diverse volte negli anni: versioni conosciute sono Nuinchilchen, Niuchilchen e Nüwenkilch. Molti documenti del XVII secolo, inoltre, menzionano Nükilch oppure Nünkilch.
Il nome venne cambiato definitivamente in Neunkirch, poiché apparteneva alla diocesi di Costanza, che già includeva una località con lo stesso nome (l'odierna Neukirch an der Thur, nel comune di Kradolf-Schönenberg). Si pensò in questo modo di evitare la confusione tra le due località.

## Storia
Neunkirch viene menzionato per la prima volta in un atto di donazione rivolto all'abbazia di Rheinau, datato domenica 21 settembre, durante il regno di Ludovico II il Germanico. In questo documento non viene indicato l'anno, sebbene durante il regno di Ludovico II il 21 settembre sia caduto di domenica negli anni 850, 861, 867 e 872; nel 1901 una commissione ha deciso che l'850 dovrebbe essere ufficialmente preso come data in cui Neunkirch venne menzionato per la prima volta. Il documento stesso non esiste più, ma ve ne è una copia negli archivi pubblici di Zurigo.
Nel 1122 è citato un balivo del vescovo di Costanza, il quale nel 1150 possedeva la chiesa e una casa a Neunkirch. Nel 1260 il vescovo Eberhard von Waldburg acquistò la maggior parte dei terreni della città, nonché la «bassa e alta giustizia». Alla fine del XIII secolo Neunkirch venne distrutta, forse a causa della guerra oppure da un incendio. La sua ricostruzione avvenne utilizzando un piano urbanistico dalla forma geometrica. Si tratta di un rettangolo con quattro vie rettilinee e parallele tra loro.
Per più di 250 anni Neunkirch appartenne alla diocesi di Costanza. Nel 1525 il vescovo Hugo von Landenberg vendette i suoi diritti su Neunkirch alla città di Sciaffusa per 8 500 fiorini.

## Società

### Evoluzione demografica
L'evoluzione demografica è riportata nella seguente tabella:
Abitanti censiti:

## Sport
La cittadina fu sede del Fussballclub Neunkirch, società calcistica che ebbe nella sua formazione femminile la squadra di maggior prestigio, con diverse partecipazioni alla Lega Nazionale A, il massimo livello del campionato svizzero femminile di calcio.